# اچ‌ام‌اس استیس‌من (پی۲۴۶)
اچ‌ام‌اس استیس‌من (پی۲۴۶) (به انگلیسی: HMS Statesman (P246)) یک زیردریایی بود که طول آن ۲۱۷ فوت (۶۶ متر) بود. این زیردریایی در سال ۱۹۴۳ ساخته شد.